# فابيولا بوولنجر
فابيولا بوولنجر هي لاعبة كمال أجسام كندية، ولدت في 10 أغسطس 1978 في ريبنتينيي في كندا.